# Zadubje
Zadubje (biał. Задуб’е; ros. Задубье, Zadubje; pol. hist. Zadubie) – wieś na Białorusi, w obwodzie homelskim, w rejonie kormańskim, w sielsowiecie Starahrad, nad Dobryczą.

## Historia
W XIX i w początkach XX w. położone było w Rosji, w guberni mohylewskiej, w powiecie rohaczewskim, w gminie Dowsk. Następnie w granicach Związku Sowieckiego. Od 1991 w niepodległej Białorusi.